# Matèria de Bretanya (Carmelina Sánchez-Cutillas)
Matèria de Bretanya és una novel·la escrita en valencià per l'autora Carmelina Sánchez-Cutillas, guanyadora de l'Andròmina de narrativa dins els Premis Octubre del 1975. Ha estat publicada per l'editorial Tres i Quatre i es considera l'obra més referent de Sánchez-Cutillas i un antecedent de la novel·la en valencià feta per escriptores, a més d'una emblemàtica obra. La mateixa editorial la va reeditar l'any 2016. L'any 2020, a causa de que Carmelina Sánchez-Cutillas fou designada escriptora de l'any per l'Acadèmia Valenciana de la Llengua, esta entitat reedità una edició commemorativa no venal d'este títol.
S'ha reeditat una dotzena de voltes i en la reedició del 2016 presenta un nou pròleg de la mà de Josepa Cucó i Giner, a més del prefaci original de Pere Maria Orts. Es tracta d'una de les obres més llegides de la narrativa en valencià, per aparèixer en un moment en què s'impulsa l'ensenyament en valencià.
Realment és l'única obra en prosa narrativa escrita per Carmelina Sánchez-Cutillas, qui es dedicà tant a la poesia com a l’assaig sobre literatura i història medieval.
| « | Matèria de Bretanya és considerada per diversos autors com una de les novel·les més llegides pels valencians i una peça clau en el redreçament cultural i literari que en aquells anys setanta s’iniciava al País Valencià, podríem dir que miraculosament: pràcticament del no-res, sense gaire tradició, sense un públic lector i sense un mercat editorial, que començava a cimentar-ne les bases, capaç de fer visible les poques mostres literàries existents. | » |
| — Anna Esteve, Matèria de Bretanya, de Carmelina Sánchez-Cutillas, en el context de la literatura autobiogràfica contemporània. | |   |

L'obra és de difícil classificació, per a uns (Àlex Broch, Vicent Salvador, Adolf Piquer, Enric Ferrer i Joan Oleza) i entre ells Anna Esteve, es tracta d'una novel·la, i com a novel·la guanyà el Premi Andròmina de narrativa; altres, com ara Joan Borja (2001) considera que a banda de novel·la, el llibre pot ser considerat com un llibre de memòries i en part com un llibre autobiogràfic. A dins, hi ha una gran presència de cançons, referències etnopoètiques i altres recursos de la cultura popular. És un recurs que s'utilitza amb els personatges de la Mare Paula, inspirada en la dida del seu germà, i la Mestra Cantarrana, que juntament amb l'anterior representa l'autenticitat de la cultura popular.

## Sinopsi
Ambientada a Altea, amb aquesta obra, Carmelina Sánchez-Cutillas ens mostra que la infantesa no és només una fase de la vida, sinó una forma de veure el món. És una novel·la feta de records, de tendresa i màgia, amb tendència a l'heroïficació de l'entorn. L'etnografia és riquíssima, delicada, minuciosa, plena de detalls i sensibilitat. La narradora pren el punt de vista d'una Carmelina xiqueta, de família burgesa benestant, una mirada innocent, però incisiva i crítica, que reflecteix els contrastos d'Altea i es fixa en les jerarquies socials: els rics i els pobres, els senyorets i la gent del poble. Com diu Josepa Cucó i Giner al pròleg de la segona edició, “La novel·la està impregnada pel coneixement i l'estima que denota pel seu petit país, en aquest cas per Altea, un territori i un lloc que representa el País Valencià”.

## Biografia
- Borja i Sanz, Joan «Carmelina Sánchez-Cutillas: matèria de memòria». Sarrià. Revista d'investigació i assaig de la Marina Baixa, 2010, pàg. 96-105.